# Friedrich Wilhelm Raiffeisen
Friedrich Wilhelm Raiffeisen (30. března 1818, Hamm (Sieg) – 11. března 1888, Neuwied) byl německý starosta a reformátor, který se zajímal o podnikání v zemědělství a o podmínky peněžních úvěrů pro malé zemědělce. V Bavorsku je považován za zakladatele a propagátora rolnických úvěrových družstev, které se postupně rozšířily po celém německém území a přes české Němce i v zemích Koruny české. Pokračovatelkou idejí Friedricha Wilhelma Raiffeisena je bankovní společnost Raiffeisen Group. Značka Raiffeisenbank vstoupila na český trh privátního bankovnictví samostatně (i když privátní služby nabízela už dříve) znovu až v roce 2010.

## Opuštění farmářské tradice

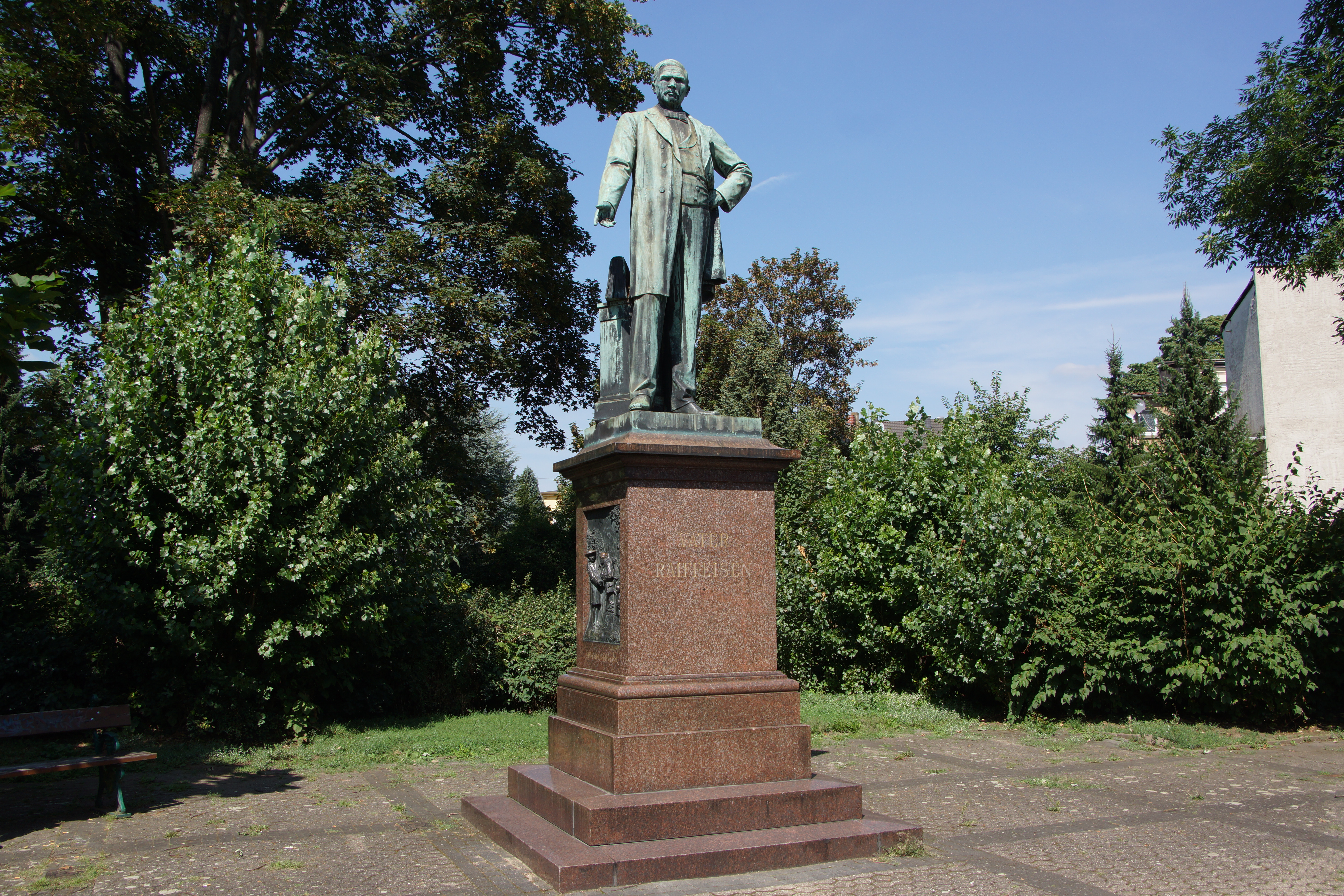
Pomník F. W. Raiffeisen ve městě Neuwied

Friedrich Wilhelm se narodil jako sedmé dítě ve farmářské rodině venkovského starosty Gottfrieda Friedricha Raiffeisena a jeho ženy Marie Amalie Christiny Susanny, rozené Lantzendörfferové. Po dokončení základní školní docházky ho vyučoval jeho kmotr, reformovaný farář z Hammu, Georg Wilhelm Henrich Seippel. V 17. letech nastoupil důstojnickou dráhu u pruské armády. V roce 1841 se stal členem studentského teologického spolku Bonner Wingolf, který vycházel z tělovýchovných zásad Friedricha Ludwiga Jahna. Po roce vojenské úřednické práce v muničním skladu v Saynu musel pro vrozené oční onemocnění odejít z armády. Jeho dráha v komunální správě počala místem okresního sekretáře v Mayenu, poté působil od roku 1845 do roku 1848 v pozici starosty ve městě Weyerbusch. Po roce 1848 byl zvolen starostou Flammersfeldu. Svoji dráhu zakončil v Heddersdorfu (dnes část města Neuwied), kde starostoval od roku 1852 do roku 1856. Oženil se 23. září 1848 s dcerou lékárníka z Remagenu Emilií Storckovou.

## Společnost pro dodávky chleba a obilí
Nástup průmyslové revoluce v polovině 19. století způsobil postupné zhoršování životních podmínek zejména u malých zemědělců, s kterými Raiffeisen při svém působení na radnici v zemědělských obcích přicházel do styku. Mnoho rolníků řešilo svoji tíživou situaci půjčkami u lichvářů a finančních spekulantů. Raiffeisen se snažil drobným zemědělcům a řemeslníkům pomáhat. Na přelomu let 1846 a 1847 založil „Společnost pro dodávky chleba a obilí“. V pekárně, postavené a financované z vlastních prostředků, provozoval pečení chleba, který pak zdarma nejchudším obyvatelům rozdával. Charitativní a dobročinná práce jej vyčerpávala po stránce fyzické i finanční. To bylo také jedním z důvodu u zrodu myšlenky vzájemné družstevní pomoci. Raiffeisen se inspiroval u Franze Hermanna Schulze-Delitzsche a jeho lidových bank.

## Zápůjční pokladní spolek
Raiffeisen přišel roku 1862 s velmi prostým řešením. Zápůjční pokladní spolek (Flammersfelder Hülfsverein zur Unterstützung unbemittelter Landwirte – později Heddesdorfer Darlehnskassenverein) sdružoval pouze malou skupinu lidí. Jednalo se o spolek pro obce od 600 do 2 000 obyvatel. Raiffeisen postavil fungování spolku na poznatku, že lidé se v obci znají, spolupracují spolu a důvěřují si. Každý člen pokladního spolku ručil veškerým svým majetkem za dluhy všech ostatních členů. Proto si své členy pokladní spolky vybíraly také podle morálního charakteru a zápůjčky poskytovaly až po posouzení prospěšnosti. Podíly ze zisku v podstatě neexistovaly, jelikož zisky sloužily jako rezerva. V případě, že by přece jen spolek zanikl, převáděly se peníze na organizaci, která by v započatém díle pokračovala. Práce v pokladním spolku byla dobrovolná. Každý člen měl jen jeden hlas, bez ohledu na velikost svého podílu.

## Dvě koňské hlavy
Ochrannou známkou Raiffeisenových pokladních spolků se staly dvě zkřížené koňské hlavy (německy Giebelkreuz, vrcholové křížení na štítech vesnických budov), které jsou starodávným symbolem ochrany rodiny před zlem a životním ohrožením. Od roku 1862 začal Raiffeisen pokladní spolky zakládat v Německu a později i v ostatních státech Evropy. Roku 1872 vznikla v Neuwiedu první centrální banka pro několik spolků v místním kraji. Nová a upřesněná pravidla se stala základem dnešní bankovní skupiny Raiffeisen. Brzy našly dvě zkřížené koňské hlavy oblibu i v zámoří. Rheinische Landwirtschaftliche Genosenschaftsbank musel Raiffeisen po interpelaci Franze Hermanna Schulze-Delitzsche rozpustit, jelikož banka neodpovídala tehdejšímu novému družstevnímu zákonu. Roku 1876 proto založil akciovou společnost „Landwirtschaftliche Central-Darlehenkasse”, která zahrnovala také družstevní spolky.

## Konec života a pokračování jeho díla

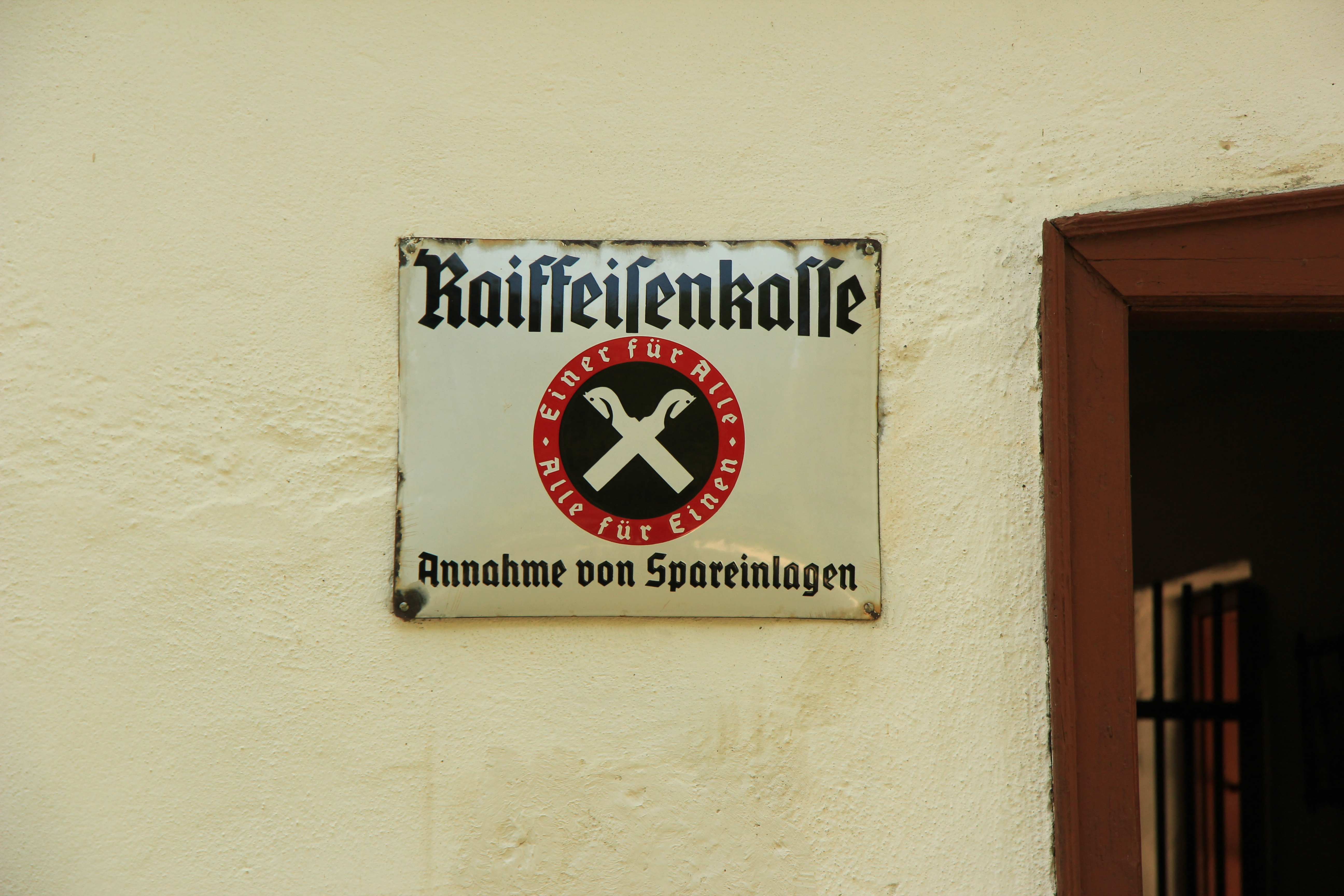
Cedule Raiffeisenkasse ve skanzenu Niedersulz – kulturní dědictví odsunutých německých Jihomoravanů

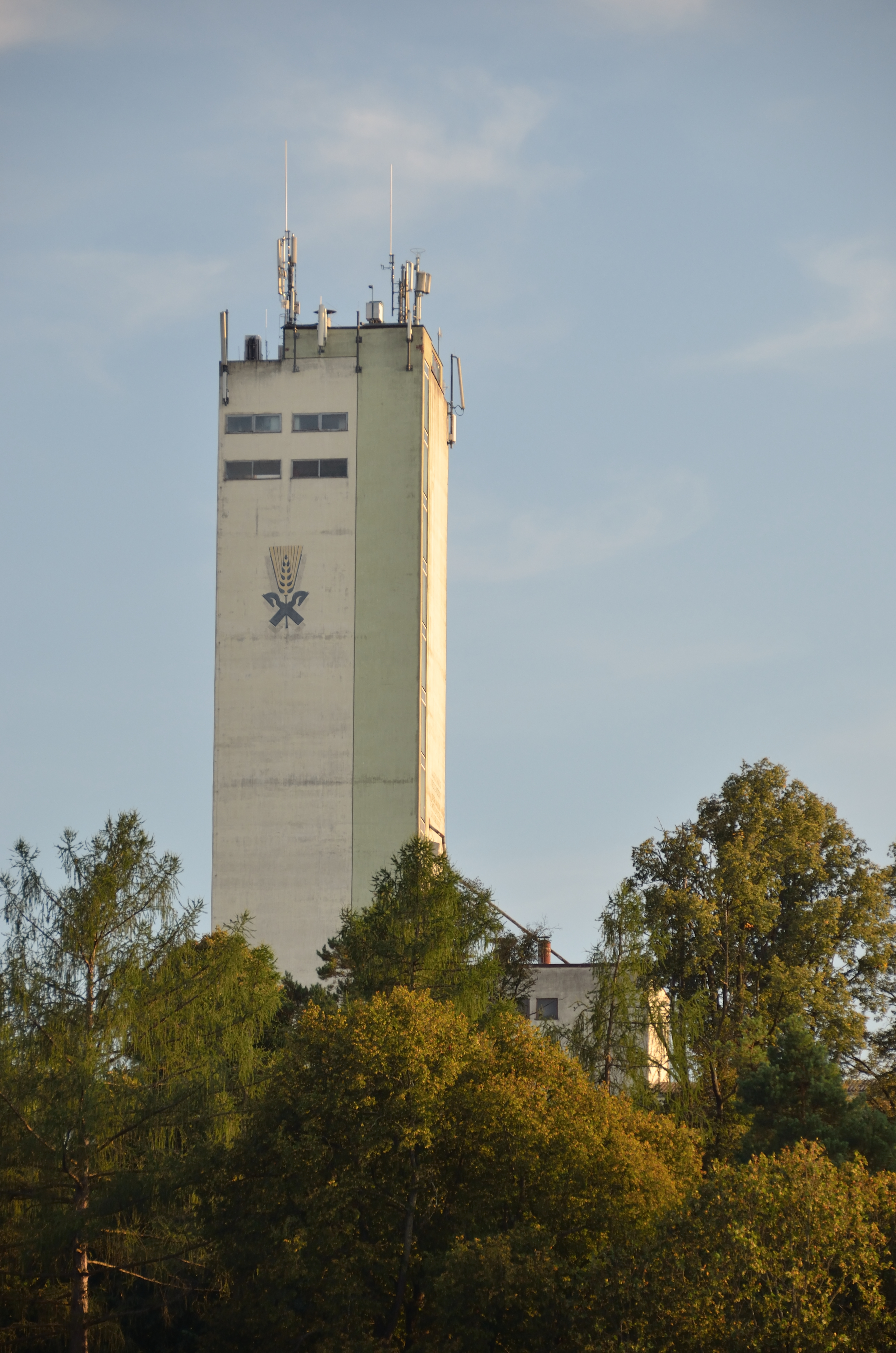
Sklady a sila Raiffeisen Lagerhaus Genosenschaft pro výkup zemědělských produktů se stavěly u železniční dráhy. Zde nádraží Drosendorf

Friedrich Wilhelm Raiffeisen zemřel roku 1888 ve věku 69 let. V Německu i Rakousku je po něm kromě banky pojmenována i celá řada ulic a náměstí. Rodný dům F. W. Raiffeisena slouží jako malé muzeum. Na konci jeho života existovalo na Raiffeisenově systému asi 400 založených peněžních spolků, do něhož zapojil i nákup a výkup zemědělských produktů.
Po vzniku Československé republiky došlo k mohutnému rozvoji družstevnictví. Družstva se rozdělovala podle svého zaměření na výrobní, spotřební, peněžní atd., ale s narůstajícími národnostními třenicemi mezi Čechy a Němci přicházela v úvahu i kritéria národnostní, politická či náboženská. Peněžní družstva jak městská podle typu Schulze-Delitzsch tak vesnické Raiffeisenky a Kampeličky patřila k nejsilnějším. V době národnostního boje upřednostňovali Němci "své" Raiffeisenky, Češi zase "své" Kampeličky.

## Skladištní družstva
Rozvoj družstevnictví je na venkově silně spjat s rozvojem úvěrních družstev. Raiffeisenky rozšířily svoji činnost nejen na pěstování plodin a chov užitkových zvířat, ale i na skladování zemědělských plodin a jejich zpracování. Zde svoji roli sehrála družstva skladištní. Raiffeisenky se zabývaly nejen společným odbytem, ale vlastnily své sklady, kam sedláci uskladňovali obilí do doby než stoupne jeho cena nebo podle jejich potřeby k využití. Feierabend ve své práci uvádí, že sklady byly vybaveny všemi možnými typy strojů pro čištění, sušení, třídění a zařízením na uskladnění obilnin, semen, potravin, oleje, benzínu, vajec, zeleniny a dalších produktů. Řada těchto družstev také provozovala malé podniky, např. mlýny, pily a opravny zemědělských strojů. Skladištní družstva měla navíc velký podíl na postupné standardizaci zemědělských produktů. Jejich zásluhou byly v různých okresech jedna až tři nové odrůdy obilovin. Některá zemědělská družstva si platila vlastní zemědělské inženýry, kteří poskytovali členům poradenství podle potřeby.

## Elektrifikace obcí
Členové Raiffeisenek se v obcích zaměřovali také na zásobování elektřinou nebo jiná různá mechanická vybavení (například obecní váhy). U elektrické energie to často fungovalo tak, že zemědělci založili družstvo spotřebitelů elektrického proudu a postavili hlavní transformátor, od kterého pak rozvedli vedení po vsi. Následně pak uzavřeli smlouvu s dodavatelem proudu o odběru elektřiny, kterou svým družstevním členům prodávali podle smlouvy za velkoobchodní ceny. Vzhledem k tomu, že družstva nebyla zatížena drahou administrativou, přispěla velkou měrou také k elektrifikaci obcí.

## Systém bez dotací a bez fanfár
„...v jejím úřadě, který mnohdy sídlil v hostinci či ve škole, byste často našli jen stůl, pár židlí a trezor. Administrativní práci vykonávali členové zdarma, pouze pokladník, který zapisoval příjmy a výdaje a připravoval jejich přehled, dostával na konci roku skromnou odměnu..., …organizovaly přednášky a divadelní hry… K jejich největším zásluhám patřilo vybavení obcí veřejnými váhami, kde bylo možné poctivě kontrolovat váhu nákladů. Mnoho jich zkrášlilo své okolí výsadbou stromů, budováním rybníků a stavbou budov pro vesnické kulturní aktivity,“ psal Feierabend ve své útlé knížce v New Yorku na začátku 50. let.
Ladislav Feierabend, 

### Podnikání záložny
1. Poskytovati výhradně svým členům peníze na úrok ve všech obvyklých způsobech úvěrů, ku provozování živností a hospodářství členů;
2. Přijímati vklady na knížky (listy), popřípadě v běžných účtech od členů i nečlenů poskytovati občanstvu příležitost k ukládání peněz na úrok, a tak pobádati ku spořivosti a
3. Opatřovati pro své členy potřebné věci k provozování živnosti a hospodářství. (…)“

### Dílo
- Die Darlehnskassen-Vereine als Mittel zur Abhilfe der Noth der ländlichen Bevölkerung, sowie auch der städtischen Handwerker und Arbeiter : praktische Anleitung zur Bildung solcher Vereine, gestützt auf sechszehnjährige Erfahrung als Gründer derselben.[10]